# 舟山島
舟山島（しゅうざんとう、中国語: 舟山岛、拼音: Zhōushāndǎo）は、中国の杭州湾の東南方、浙江省東北部の海域に位置する島。第一次海南島調査時の面積は、476.1653平方キロメートルで、舟山群島の主たる島、浙江省では最大、中国沿海の島としても3番目に大きな島であり、南に寧波市を望む。寧波のみならず、上海市などとも船便で結ばれている。東港周辺に広がる遠浅の海の開発で干拓工事が進んだため、梁横山など近傍の小さな島々が連結され、舟山島の一部となっており、現在の舟山島の面積は500平方キロメートルほどに拡大しているものと思われる。

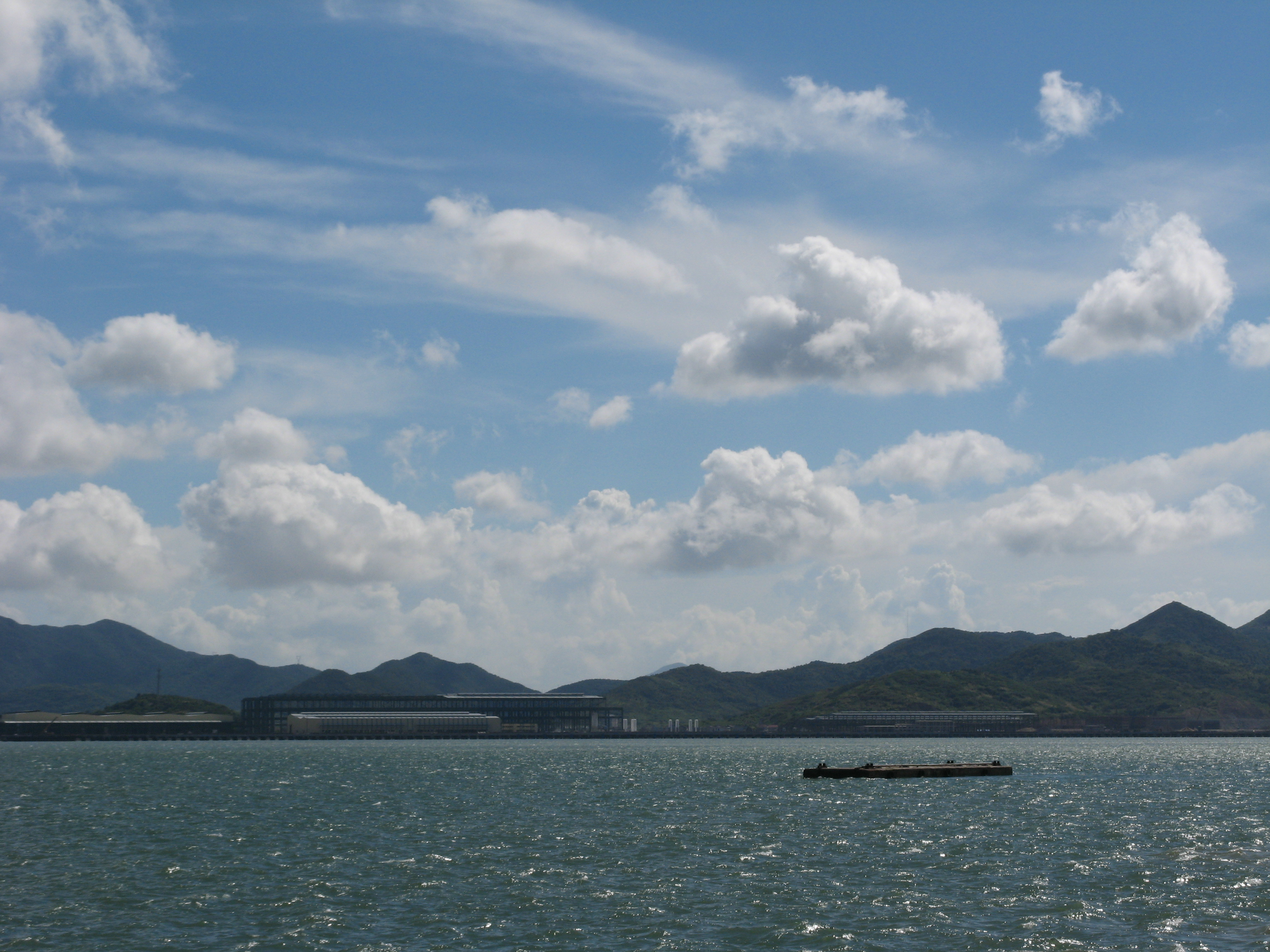
西側の長白島のフェリー乗り場から、長白海峡ごしに眺めた舟山島、2010年。

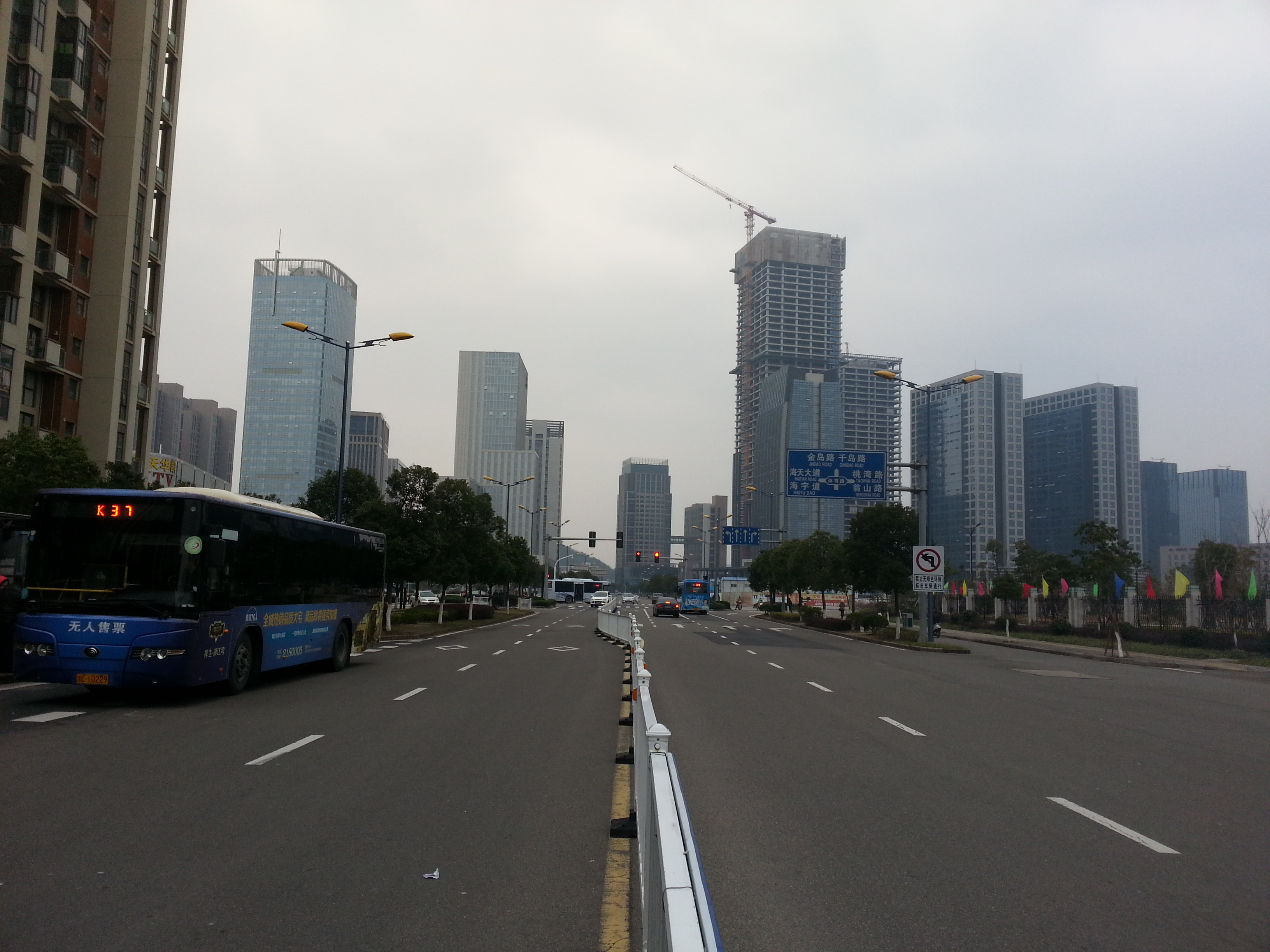
臨城新区、2014年。

この島は、周囲のごくわずかな沖積平野を別にすれば、ほとんどが標高100メートルから400メートルほどの山地と丘陵である。標高が最も高いのは、黄楊尖の503.6メートルである。
舟山島の気候は、「周淑貞気候分類法」によれば「副熱帯季風気候」、ケッペンの気候区分によれば温暖湿潤気候であり、東シナ海からの海洋気流の影響を受けるため、冬季の気温は、上海市や杭州市など、大陸側の都市よりも高くなる。
島内には、およそ5000年前に遡るとされる稲作文化遺跡があり、日本への稲作伝来の経路のひとつとする説もある。また、遣隋使、遣唐使の経由地でもあり、南側の沖合にある小島、普陀山には、入唐僧慧萼が開基した霊場がある。
アヘン戦争中にイギリス軍が戦略の拠点として駐屯した。イギリスは清国が戦後の賠償金（総額2700万ドル）を完済する1846年まで、舟山を占領し続けた。
1949年に国共内戦に敗北した蔣介石ら国民党の一団は、舟山島から海路で台湾に逃れた。
その後、舟山島周辺は、中国人民解放軍海軍の基地などが設けられており、周辺海域で大規模な演習が行なわれることもある。

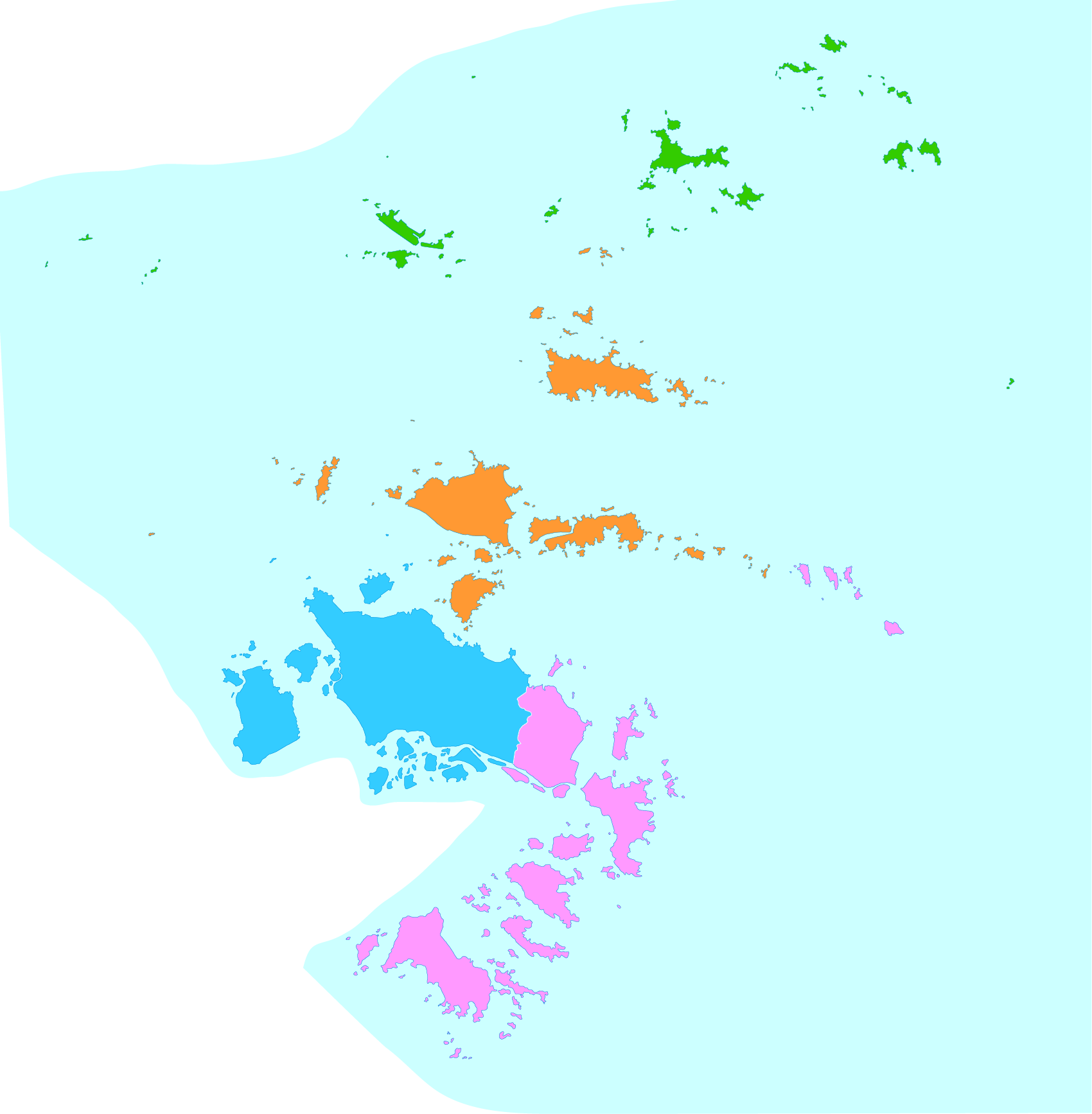
舟山市の行政区分図。舟山島は普陀区（桃色）と定海区（青色）に塗り分けられている。

舟山島は行政上、東部が舟山市普陀区、西部は舟山市定海区に属しており、島の中部に位置する臨城新区（临城新区）と称される地区は、舟山市の行政中心地となっている。
2004年、舟山市は、海峡を跨ぎ、舟山本島と大陸を結ぶ橋を建設する「舟山大陸連島工程（舟山大陆连岛工程）」に着工し、2008年に竣工、2009年12月25日に「G329国道（杭瀋線）」/「甬舟高速道路」が開通した。